# She Wore a Yellow Ribbon
She Wore a Yellow Ribbon is een Amerikaanse western uit 1949 onder regie van John Ford. De film werd destijds uitgebracht onder de titel De heldhaftige stormloop.

## Verhaal
Kapitein Nathan Brittles moet weldra met pensioen. Zijn compagnie wordt in de komende dagen wellicht aangevallen door de op wraak beluste Arapaho. Na enkele schermutselingen besluit kapitein Brittles om een vredespijp te gaan roken met een indianenopperhoofd.

## Rolverdeling
| Acteur              | Personage                |
| ------------------- | ------------------------ |
| John Wayne          | Kapitein Nathan Brittles |
| Joanne Dru          | Olivia Dandridge         |
| John Agar           | Luitenant Flint Cohill   |
| Ben Johnson         | Sergeant Tyree           |
| Harry Carey jr.     | Luitenant Ross Pennell   |
| Victor McLaglen     | Sergeant Quincannon      |
| Mildred Natwick     | Abby Allshard            |
| George O'Brien      | Majoor Mac Allshard      |
| Arthur Shields      | Dr. O'Laughlin           |
| Michael Dugan       | Sergeant Hochbauer       |
| Chief John Big Tree | Chief Pony That Walks    |
| Fred Graham         | Sergeant Hench           |
| George Sky Eagle    | Chief Sky Eagle          |
| Tom Tyler           | Korporaal Mike Quayne    |
| Noble Johnson       | Chief Red Shirt          |